# Opisthonema medirastre
Opisthonema medirastre és una espècie de peix pertanyent a la família dels clupeids.

## Descripció
- Pot arribar a fer 30 cm de llargària màxima (normalment, en fa 20).
- 13-21 radis tous a l'aleta dorsal i 12-23 a l'anal.[4][5][6]

## Alimentació
Menja crustacis i Pteropoda.

## Hàbitat
És un peix marí, pelàgic-nerític i de clima subtropical (36°N-6°S, 123°W-77°W) que viu entre 0-50 m de fondària.

## Distribució geogràfica
Es troba al Pacífic oriental: des de Los Angeles (Califòrnia, els Estats Units) fins a la badia de Sechura (el Perú).

## Observacions
És inofensiu per als humans.